# Uranius Patera
Uranius Patera é um vulcão situado no planeta Marte a 26° N e 267° E, no quadrângulo de Tharsis. Com uma largura de 274 quilômetros, ele se eleva a 3435 metros acima do planalto de Tharsis, culminando a 6.5 km de altitude, acima do nível do solo marciano.

## Geografia e geologia
Uranius Patera é o maior vulcão do grupo de Uranius, que também compreende a Uranius Tholus e Ceraunius Tholus, situados no prolongamento do alinhamento de vulcões de Tharsis Montes em direção a Tempe Fossae, sendo geológicamente ligado a este conjunto.

Carta topográfica da região de Olympus Mons e da cadeia de Tharsis Montes.

Uranius Patera se formou durante o período Hesperiano, há 3,7 bilhões de anos, tendo cessado todas as suas atividades vulcânicas há 3,5 bilhões de anos; sendo assim ligeiramente mais antigo - mais de cem milhões de anos - que os vulcões de  Tharsis Montes, o que faz dos vulcões do planalto de Tharsis portanto mais antigos que os situados a nordeste desta região. Devido à sua antiguidade, esse vulcão se encontra parcialmente enterrado debaixo das camadas de lava que haviam anteriormente formado a superfície do planalto , o que explicaria o fato de sua elevação não atingir mais do que 3.5 km acima do planalto apesar deste se tratar a priori de um vulcão "massivo".